# Viaggio a Zerolandia
Viaggio a Zerolandia è una raccolta di Renato Zero, pubblicata nel 1983.

## Descrizione
Viaggio a Zerolandia è la terza raccolta di Renato Zero, pubblicata dalla RCA Italiana nel 1983.
La raccolta è l'ultima ad essere stata pubblicata dalla RCA per la serie economica Lineatre, che prevedeva la vendita di raccolte di artisti RCA al costo di 3.000 lire. Per i successivi nove anni, fino al 1992, non vennero più pubblicate altre raccolte di Zero.
Nell'album sono compresi alcuni brani, i più celebri, degli ultimi due dischi di Zero degli anni '70 sui quali la RCA deteneva i diritti: Zerolandia (1978) ed EroZero (1979).
La raccolta prende il titolo dallo special televisivo trasmesso nell'aprile 1981 dalla Rai sulla Rete 2, intitolato proprio Viaggio a Zerolandia. Si tratta del meglio degli spettacoli Natale a Zerolandia tenuti da Zero a Torino dal 6 al 18 gennaio 1981. Lo stesso special venne pubblicato in VHS nel 1991 con il titolo La notte di Icaro.
Nel 1990, dopo l'acquisizione del catalogo RCA avvenuta nel 1987, la BMG Ariola ripubblicò la raccolta, insieme alle due precedenti della Lineatre dedicate a Zero, in LP, musicassetta e, per la prima volta, in CD.
Mentre questa riedizione rimase abbastanza fedele alla prima stampa, le successive del 1991 e del 1997 adottarono copertine e grafiche completamente diverse.
Nel 2000 la BMG rimosse il logo Lineatre dalle copertine, ristampò le tre raccolte di Zero della collana e le inserì in un unico triplo box denominato Renato Zero.
A questa riedizione in cofanetto, ne seguirono altre due nel 2002 e nel 2003: Zero - White Collection e Zero (simile alla ristampa precedente con alcune modifiche apportate alla copertina del box e ai CD interni).
Nel 2006 la Sony Music, che aveva acquisito la BMG due anni prima, ristampò solamente la raccolta Viaggio a Zerolandia con il titolo Emozioni & parole per l'omonima collana, che prevedeva la ristampa di alcune raccolte Lineatre di diversi artisti, fra i quali lo stesso Zero, Lucio Dalla, Lucio Battisti, Paolo Conte.
Dal 2007, la Sony rimise in commercio il triplo box e negli anni editò diverse riedizioni con titoli, packaging e copertine differenti:
- Zero (2007, edizione identica a quella del 2002 con qualche piccola differenza apportata al box);
- Renato Zero (2008);
- I grandi successi in 3 CD (2011);
- Tutto in 3 CD (2011);
- Il meglio in 3 CD (2013);
- Grandi successi (2014).

## Tracce
1. La favola mia – 4:23 (testo: Franca Evangelisti – musica: Albert Verrecchia, Roberto Conrado e Piero Montanari)
2. Grattacieli di sale – 3:26 (testo: Renatozero – musica: Renatozero e Piero Pintucci)
3. Io uguale io – 4:02 (testo: Franca Evangelisti – musica: Renatozero)
4. Triangolo – 4:39 (testo: Renatozero – musica: Renatozero e Caviri)
5. Arrendermi mai – 4:30 (testo: Renatozero e Franca Evangelisti – musica: Renatozero e Piero Pintucci)
6. La tua idea – 3:25 (Renatozero)
7. Baratto – 4:21 (testo: Renatozero e Franca Evangelisti – musica: Renatozero e Caviri)
8. Il carrozzone – 4:35 (testo: Franca Evangelisti – musica: Piero Pintucci)
9. Sesso o esse – 4:25 (testo: Renatozero e Franca Evangelisti – musica: Renatozero e Michele Zarrillo)
10. Uomo, no! – 4:42 (testo: Franca Evangelisti – musica: Renatozero e Ruggero Cini)

Durata totale: 42:28